# Sudbina nepoznata
Sudbina nepoznata (izdana 1954.), poznat kao i Toliko puno koraka do smrti, je špijunski roman Agathe Christie.

## Radnja
Krajnji cilj Hilary Craven bila je smrt i ubojstvo... Cilj gospođe Beterton bijaše nepoznat ali ona je umrla prije nego što je stigla tamo... Kada zatraže od Hilary da predstavlja mrtvu ženu i da pronađu njenog muža, nestalog naučenjaka, vraća joj se volja za životom. Izrežirana avionska nesreća, niz radioaktivnih bisera, kolonija gubavaca koja tumara po marokanskoj pustinji... sve to vodi Hilary do zastrasujućeg otkrića...